# Барабанний вакуум-фільтр

Рис. 1. Схема барабанного вакуум-фільтра з зовнішньою фільтрувальною поверхнею. 1 — барабан; 2 — порожнисті цапфи; 3 — розподільні головки; 4 — ванна; 5 — перегородка.

Барабанний вакуум-фільтр — вакуум-фільтр із зовнішньою або внутрішньою фільтрувальною поверхнею.

## Барабанний вакуум-фільтр із зовнішньою фільтрувальною поверхнею
Барабанний вакуум-фільтр із зовнішньою фільтрувальною поверхнею (рис. 1) складається з барабана 1, порожнистих цапф 2, розподільних головок 3, ванни 4. Вертикальна перегородка 5 ділить барабан на дві ізольовані одна від одної половини. Внутрішня порожнина барабана в радіальному напрямку розділена на секції, кожна з яких з'єднана трубами з розподільною головкою.
Зовнішня поверхня барабана розділена на неглибокі осередки, вкриті перфорованими решітками. Між решітками передбачені пази, в які гумовими джгутами закріплюється фільтрувальна тканина, тому осередки ізольовані один від одного. Фільтрувальну тканину на барабані закріплюють за допомогою м'якого сталевого дроту, яким обмотують барабан. Барабан занурений у ванну, забезпечену мішалкою для запобігання осадження частинок твердої фази. У боковій стінці ванни передбачені переливні патрубки, за допомогою яких забезпечують постійний рівень пульпи у ванні. Обертання від електродвигуна через багатоступінчастий редуктор передається на приводну шестерню, закріплену на цапфі барабана. Барабан обертається на порожніх чавунних цапфах у підшипниках, розташованих на торцевих стінках ванни.
До торців пустотілих цапф пружинами притиснуті розподільні головки зі змінними шайбами, які служать для підключення внутрішніх секцій фільтра до вакуумопроводів і труб, що подають стиснене повітря і відводить фільтрат.
Розподільна головка застосовується на барабанних і дискових вакуум-фільтрах всіх типів і складається з пустотілого литого корпуса з камерами для відведення фільтрату при наборі і просушуванні осаду, камери для подачі стисненого повітря при віддувці осаду і камери для подачі води та стисненого повітря для регенерації фільтротканини. Розподільна головка притискається до торця вала за допомогою пружинного пристрою. У корпусі головки кріпиться розподільна шайба з отворами, розміри яких повністю збігаються з розмірами отворів відповідних камер головки. На торцевій поверхні цапфи закріплена чарункова шайба, що оберігає торці вала від зносу, з числом отворів, що дорівнює кількості отворів цапфи. Чарункова шайба цапфи під тиском пружинного механізму щільно прилягає до розподільної шайби. При обертанні цапфи ущільнювальна шайба і розподільна головка залишаються нерухомими, обертається тільки чарункова шайба. При обертанні отвори чарункової шайби цапфи збігаються з порожнинами камер головки, в результаті цього в секторах барабана створюється вакуум або надлишковий тиск повітря. Шайби головки і вала є найбільш швидкозношуваними деталями.
Процес фільтрування здійснюється за наступною схемою. Пульпу подають у ванну фільтра, де гребками частинки твердого підтримуються в завислому стані. У зоні А сектори барабана знаходяться під розрідженням, тому на поверхні фільтротканини відкладається шар осаду. Вода проходить через пори фільтротканини і потрапляє під внутрішню порожнину барабана, звідки відводиться через розподільну головку. Зона Б — зона підсушування осаду. Під дією вакууму через осад просочується повітря, витісняючи вологу, що міститься в порах. Зона В — зона віддувки осаду. Сектори, що знаходяться в цій зоні, підключаються до магістралі стиснутого повітря, яке віддуває осад з поверхні фільтротканини. У зоні Г відбувається регенерація фільтрувальної тканини. Пори тканини очищуються від частинок твердого за допомогою подачі води або стисненого повітря.
Процес утворення осаду на поверхні барабана відбувається в складних умовах, що змінюються. Незважаючи на наявність працюючої мішалки, у ванні фільтра спостерігається розшарування суспензії за крупністю. Встановлено, що у верхніх шарах суспензії у ванні знаходиться близько 7—10 % крупних частинок, в середніх — 30—40 % і в нижніх — 50—58 %. Тому при зануренні в суспензію фільтрувальної поверхні на ній в першу чергу утворюється шар осаду, що складається з найтонших частинок. Ці частинки забивають пори тканини і збільшують опір руху рідини. Надалі, у міру обертання барабана, утворюється шар з більш великих часток, що знаходяться в нижній частині ванни. При виході фільтрувальної поверхні з суспензії знову формується шар осаду з найтонших частинок. Осад такої структури має підвищену вологість і незначну міцність.
Площа фільтрування таких вакуум-фільтрів від 5 до 80 м2. До недоліків барабанних фільтрів відносять громіздкість конструкції і складність заміни фільтротканини при її пориві. Крім того, сили, обумовлені розрідженням, і сили тяжіння, що діють на осад, спрямовані в протилежні сторони.
Технічна характеристика барабанного вакуум-фільтра із зовнішньою фільтрувальною поверхнею наведено у таблиці

## Барабанний вакуум-фільтр з внутрішньою фільтрувальною поверхнею

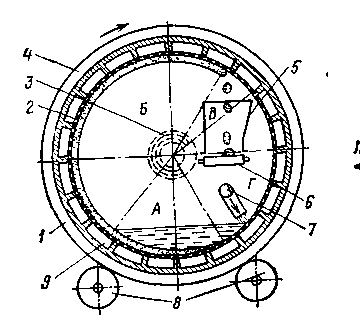
Рис. 2. Барабанний вакуум-фільтр з внутрішньою фільтрувальною поверхнею: 1 — барабан; 2 — циліндрична перфорована поверхня; 3– розподільна головка; 4 — опорний бандаж; 5 — приймальний пристрій; 6 — конвеєр; 7 — труба; 8 — опорні ролики; 9 — порожнина.

Барабанний вакуум-фільтр з внутрішньою фільтрувальною поверхнею (рис. 2) складається з суцільного барабана 1, на якому закріплені два опорних бандажа 4. Усередині барабана змонтована циліндрична перфорована поверхня 2, обтягнута фільтрувальною тканиною. Тканину закріплюють в спеціально передбачених пазах за допомогою поздовжніх планок. Між фільтрувальною поверхнею і барабаном передбачені порожнини 9, з'єднані трубками з цапфою, до якої притиснута розподільна головка 3. Розподільна головка закриває один кінець барабана, другий кінець якого відкритий і забезпечений кільцевим порогом. Барабан обертається на опорних роликах 8. Обертання від електродвигуна через редуктор передається приводний шестерні барабана.
Вихідна суспензія по трубі 7 надходить всередину барабана в зону фільтрування А. Надлишок суспензії переливається через кільцевий поріг. В результаті подачі вакууму в порожнині 9 в зоні фільтрування на поверхні тканини осідають найбільш великі частинки, що знаходяться в нижніх шарах суспензії. Це сприяє проходженню фільтрату через шар осаду і тканину. Дрібні частинки осідають на шари більших у міру виходу фільтрувальної поверхні з суспензії, тому вона менше забивається дрібними частинками, а осад краще зневоднюється.
У зоні Б здійснюється підсушування осаду під дією вакууму, а в зоні В — його віддувка. Під дією сили тяжіння осад відривається від фільтрувальної поверхні і падає в приймальний жолоб 5, під яким встановлений стрічковий конвеєр 6 для видалення осаду з внутрішньої порожнини барабана. У зоні Г фільтрувальну поверхню регенерують.
При фільтруванні напрями дії сили тяжіння і вакууму на осад збігаються.
До недоліків розглянутого вакуум-фільтра відносять: складність і громіздкість конструкції; неможливість спостереження за осадом і станом кріплення фільтрувальної тканини; трудність заміни тканини і усунення її дефектів.
Барабанні вакуум-фільтри з внутрішньою фільтрувальною поверхнею до 40 м2 застосовують в основному для фільтрування грубих, зернистих і швидко осаджуваних суспензій.
Технічна характеристика барабанного вакуум-фільтру з внутрішньою фільтрувальною поверхнею наведена у таблиці
